# Campionati del mondo di atletica leggera 2013
I campionati del mondo di atletica leggera 2013 (in inglese 14th IAAF World Championships in Athletics) sono stati la 14ª edizione dei campionati del mondo di atletica leggera. La competizione si è svolta dal 10 al 18 agosto presso lo stadio Lužniki di Mosca, in Russia.

## Candidatura
Il 1º dicembre del 2006 le città di Barcellona, Brisbane, Mosca e Göteborg hanno confermato alla IAAF la propria candidatura. Un mese dopo la città di Göteborg si è ritirata per mancanza di fondi da parte del governo svedese. La IAAF ha infine dichiarato la scelta di Mosca come sede dei campionati durante lo IAAF Council Meeting di Mombasa il 27 marzo 2007.

## Partecipazione

### Minimi di qualificazione
Fra parentesi è indicata la differenza rispetto al corrispondente minimo richiesto per l'edizione precedente (2011).
| Specialità             | Uomini            | Uomini            | Donne             | Donne            |
| Specialità             | A                 | B                 | A                 | B                |
| ---------------------- | ----------------- | ----------------- | ----------------- | ---------------- |
| 100 m                  | 10"15 (−0"03)     | 10"21 (−0"07)     | 11"28 (−0"01)     | 11"36 (−0"02)    |
| 200 m                  | 20"52 (−0"08)     | 20"60 (−0"10)     | 23"05 (+0"05)     | 23"30 (=)        |
| 400 m                  | 45"28 (+0"03)     | 45"60 (−0"10)     | 51"55 (+0"05)     | 52"35 (=+0"05    |
| 800 m                  | 1'45"30 (−0"10)   | 1'46"20 (−0"10)   | 2'00"00 (+0"20)   | 2'01"50 (+0"20)  |
| 1 500 m                | 3'35"00 (=)       | 3'37"00 (−1"00)   | 4'05"50 (−0"40)   | 4'09"00 (+0"10)  |
| 5 000 m                | 13'15"00 (−5"00)  | 13'20"00 (−7"00)  | 15'18"00 (+4"00)  | 15'24"00 (−1"00) |
| 10 000 m               | 27'40"00 (=)      | 28'05"00 (+5"00)  | 31'45"00 (=)      | 32'05"00 (+5"00) |
| 100 hs                 | -                 | -                 | 12"94 (−0"02)     | 13"10 (−0"05)    |
| 110 hs                 | 13"40 (−0"12)     | 13"50 (−0"10)     | -                 | -                |
| 400 hs                 | 49"40 (=)         | 49"60 (−0"20)     | 55"40 (=)         | 56"55 (=)        |
| 3 000 siepi            | 8'26"00 (+2"90)   | 8'32"00 (=)       | 9'43"00 (=)       | 9'48"00 (−2"00)  |
| Maratona               | 2h17'00" (=)      | 2h17'00" (=)      | 2h43'00" (=)      | 2h43'00" (=)     |
| Marcia 20 km           | 1h24'00" (+1'70") | 1h26'00" (+0'20") | 1h36'00" (+2"70)  | 1h38'00" (=)     |
| Marcia 50 km           | 3h58'00" (+4'00") | 4h09'00" (+7'00") | -                 | -                |
| Salto con l'asta       | 5,70 m (−0,02)    | 5,60 m (=)        | 4,60 m (+0,10)    | 4,50 m (+0,10)   |
| Salto in alto          | 2,31 m (=)        | 2,28 m (=)        | 1,95 m (=)        | 1,92 m (=)       |
| Salto in lungo         | 8,25 m (+0,05)    | 8,10 m (=)        | 6,75 m (=)        | 6,65 m (=)       |
| Salto triplo           | 17,20 m (=)       | 16,85 m (=)       | 14,40 m (+0,10)   | 14,20 m (+0,10)  |
| Getto del peso         | 20,60 m (+0,10)   | 20,10 m (+0,10)   | 18,30 m (=)       | 17,20 m (−0,10)  |
| Lancio del disco       | 66,00 m (+1,00)   | 64,00 m (+1,00)   | 62,00 m (=)       | 59,50 m (=)      |
| Lancio del martello    | 79,00 m (+1,00)   | 76,00 m (+2,00)   | 72,00 m (+0,10)   | 69,50 m (+0,50)  |
| Lancio del giavellotto | 83,50 m (+1,50)   | 81,00 m (+1,10)   | 62,00 m (+1,00)   | 60,00 m (+1,00)  |
| Decathlon              | 8 200 punti (=)   | 8 000 punti (=)   | -                 | -                |
| Eptathlon              | -                 | -                 | 6 100 punti (−50) | 5 950 punti (=)  |
| Staffetta 4×100 m      | 39"20 (=)         | 39"20 (=)         | 44"00 (=)         | 44"00 (=)        |
| Staffetta 4×400 m      | 3'05"00 (+1"00)   | 3'05"00 (+1"00)   | 3'33"00 (+1"00)   | 3'33"00 (+1"00)  |

## Calendario
| Data                   | 10 | 10 | 11 | 11   | 12 | 12   | 13 | 13 | 14 | 14 | 15 | 15 | 16 | 16 | 17 | 17 | 18 | 18   |
| Evento                 |    |    |    |      |    |      |    |    |    |    |    |    |    |    |    |    |    |      |
| ---------------------- | -- | -- | -- | ---- | -- | ---- | -- | -- | -- | -- | -- | -- | -- | -- | -- | -- | -- | ---- |
| 100 m                  | B  | B  |    | SF F |    |      |    |    |    |    |    |    |    |    |    |    |    |      |
| 200 m                  |    |    |    |      |    |      |    |    |    |    |    |    | B  | SF |    | F  |    |      |
| 400 m                  |    |    | B  |      |    | SF   |    | F  |    |    |    |    |    |    |    |    |    |      |
| 800 m                  | B  |    |    | SF   |    |      |    | F  |    |    |    |    |    |    |    |    |    |      |
| 1 500 m                |    |    |    |      |    |      |    |    | B  |    |    |    |    | SF |    |    |    | F    |
| 5 000 m                |    |    |    |      |    |      | B  |    |    |    |    |    |    | F  |    |    |    |      |
| 10 000 m               |    | F  |    |      |    |      |    |    |    |    |    |    |    |    |    |    |    |      |
| 110 m hs               |    |    | B  |      |    | SF F |    |    |    |    |    |    |    |    |    |    |    |      |
| 400 m hs               |    |    |    |      | B  |      |    | SF |    |    |    | F  |    |    |    |    |    |      |
| 3 000 m siepi          |    |    |    |      | B  |      |    |    |    |    |    | F  |    |    |    |    |    |      |
| Maratona               |    |    |    |      |    |      |    |    |    |    |    |    |    |    | F  |    |    |      |
| Marcia 20 km           |    |    |    | F    |    |      |    |    |    |    |    |    |    |    |    |    |    |      |
| Marcia 50 km           |    |    |    |      |    |      |    |    | F  |    |    |    |    |    |    |    |    |      |
| Salto con l'asta       | Q  |    |    |      |    | F    |    |    |    |    |    |    |    |    |    |    |    |      |
| Salto in alto          |    |    |    |      |    |      | Q  |    |    |    |    | F  |    |    |    |    |    |      |
| Salto in lungo         |    |    |    |      |    |      |    |    | Q  |    |    |    |    | F  |    |    |    |      |
| Salto triplo           |    |    |    |      |    |      |    |    |    |    |    |    | Q  |    |    |    |    | F    |
| Getto del peso         |    |    |    |      |    |      |    |    |    |    | Q  |    |    | F  |    |    |    |      |
| Lancio del disco       |    |    |    |      | Q  |      |    | F  |    |    |    |    |    |    |    |    |    |      |
| Lancio del martello    |    | Q  |    |      |    | F    |    |    |    |    |    |    |    |    |    |    |    |      |
| Lancio del giavellotto |    |    |    |      |    |      |    |    |    |    | Q  |    |    |    |    | F  |    |      |
| Decathlon              | F  | F  | F  | F    |    |      |    |    |    |    |    |    |    |    |    |    |    |      |
| 4×100 m                |    |    |    |      |    |      |    |    |    |    |    |    |    |    |    |    |    | SF F |
| 4×400 m                |    |    |    |      |    |      |    |    |    |    |    | B  |    | F  |    |    |    |      |

| P | Batterie preliminari | B | Batterie | Q | Qualificazioni | SF | Semifinali | F | Finale |

| Data                   | 10 | 10 | 11 | 11 | 12 | 12   | 13 | 13 | 14 | 14 | 15 | 15 | 16 | 16 | 17 | 17   | 18 | 18   |
| Evento                 |    |    |    |    |    |      |    |    |    |    |    |    |    |    |    |      |    |      |
| ---------------------- | -- | -- | -- | -- | -- | ---- | -- | -- | -- | -- | -- | -- | -- | -- | -- | ---- | -- | ---- |
| 100 m                  |    |    | B  |    |    | SF F |    |    |    |    |    |    |    |    |    |      |    |      |
| 200 m                  |    |    |    |    |    |      |    |    |    |    | B  | SF |    | F  |    |      |    |      |
| 400 m                  |    | B  |    | SF |    | F    |    |    |    |    |    |    |    |    |    |      |    |      |
| 800 m                  |    |    |    |    |    |      |    |    |    |    | B  |    |    | SF |    |      |    | F    |
| 1 500 m                |    |    | B  |    |    |      |    | SF |    |    |    | F  |    |    |    |      |    |      |
| 5 000 m                |    |    |    |    |    |      |    |    | B  |    |    |    |    |    |    | F    |    |      |
| 10 000 m               |    |    |    | F  |    |      |    |    |    |    |    |    |    |    |    |      |    |      |
| 100 m hs               |    |    |    |    |    |      |    |    |    |    |    |    | B  |    |    | SF F |    |      |
| 400 m hs               |    |    |    |    | B  |      |    | SF |    |    |    | F  |    |    |    |      |    |      |
| 3 000 m siepi          |    | B  |    |    |    |      |    | F  |    |    |    |    |    |    |    |      |    |      |
| Maratona               |    | F  |    |    |    |      |    |    |    |    |    |    |    |    |    |      |    |      |
| Marcia 20 km           |    |    |    |    |    |      | F  |    |    |    |    |    |    |    |    |      |    |      |
| Salto con l'asta       |    |    |    | Q  |    |      |    | F  |    |    |    |    |    |    |    |      |    |      |
| Salto in alto          |    |    |    |    |    |      |    |    |    |    | Q  |    |    |    |    | F    |    |      |
| Salto in lungo         |    | Q  |    | F  |    |      |    |    |    |    |    |    |    |    |    |      |    |      |
| Salto triplo           |    |    |    |    |    |      | Q  |    |    |    |    | F  |    |    |    |      |    |      |
| Getto del peso         |    |    | Q  |    |    | F    |    |    |    |    |    |    |    |    |    |      |    |      |
| Lancio del disco       | Q  |    |    | F  |    |      |    |    |    |    |    |    |    |    |    |      |    |      |
| Lancio del martello    |    |    |    |    |    |      |    |    | Q  |    |    |    |    | F  |    |      |    |      |
| Lancio del giavellotto |    |    |    |    |    |      |    |    |    |    |    |    | Q  |    |    |      |    | F    |
| Eptathlon              |    |    |    |    | F  | F    | F  | F  |    |    |    |    |    |    |    |      |    |      |
| 4×100 m                |    |    |    |    |    |      |    |    |    |    |    |    |    |    |    |      |    | SF F |
| 4×400 m                |    |    |    |    |    |      |    |    |    |    |    |    | B  |    |    | F    |    |      |

## Medagliati

### Uomini
| Specialità | Oro                                                                                          | Prestazione | Argento                                                                       | Prestazione | Bronzo                                                                               | Prestazione |
| Corse piane |                                                                                              |             |                                                                               |             |                                                                                      |             |
| 100 m (dettagli) | Usain Bolt                                                                                   | 9"77        | Justin Gatlin                                                                 | 9"85        | Nesta Carter                                                                         | 9"95        |
| 200 m (dettagli) | Usain Bolt                                                                                   | 19"66       | Warren Weir                                                                   | 19"79       | Curtis Mitchell                                                                      | 20"04       |
| 400 m (dettagli) | LaShawn Merritt                                                                              | 43"74       | Tony McQuay                                                                   | 44"40       | Luguelín Santos                                                                      | 44"52       |
| 800 m (dettagli) | Mohammed Aman                                                                                | 1'43"31     | Nick Symmonds                                                                 | 1'43"55     | Ayanleh Souleiman                                                                    | 1'43"76     |
| 1 500 m (dettagli) | Asbel Kiprop                                                                                 | 3'36"28     | Matthew Centrowitz                                                            | 3'36"78     | Johan Cronje                                                                         | 3'36"83     |
| 5 000 m (dettagli) | Mohamed Farah                                                                                | 13'26"98    | Hagos Gebrhiwet                                                               | 13'27"26    | Isiah Koech                                                                          | 13'27"26    |
| 10 000 m (dettagli) | Mohamed Farah                                                                                | 27'21"71    | Ibrahim Jeilan                                                                | 27'22"23"   | Paul Tanui                                                                           | 27'22"61    |
| Corse a ostacoli |                                                                                              |             |                                                                               |             |                                                                                      |             |
| 110 hs (dettagli) | David Oliver                                                                                 | 13"00       | Ryan Wilson                                                                   | 13"13       | Sergej Šubenkov                                                                      | 13"24       |
| 400 hs (dettagli) | Jehue Gordon                                                                                 | 47"69       | Michael Tinsley                                                               | 47"70       | Emir Bekrić                                                                          | 48"05       |
| 3 000 siepi (dettagli) | Ezekiel Kemboi                                                                               | 8'06"01     | Conseslus Kipruto                                                             | 8'06"37     | Mahiedine Mekhissi-Benabbad                                                          | 8'07"86     |
| Prove su strada |                                                                                              |             |                                                                               |             |                                                                                      |             |
| Maratona (dettagli) | Stephen Kiprotich                                                                            | 2h09'51"    | Lelisa Desisa                                                                 | 2h10'12"    | Tadese Tola                                                                          | 2h10'23"    |
| Marcia 20 km (dettagli) | Chen Ding                                                                                    | 1h21'09"    | Miguel Ángel López                                                            | 1h21'21"    | João Vieira                                                                          | 1h22'05"    |
| Marcia 50 km (dettagli) | Robert Heffernan                                                                             | 3h37'56"    | Michail Ryžov                                                                 | 3h38'58"    | Jared Tallent                                                                        | 3h40'03"    |
| Salti |                                                                                              |             |                                                                               |             |                                                                                      |             |
| Salto con l'asta (dettagli) | Raphael Holzdeppe                                                                            | 5,89 m      | Renaud Lavillenie                                                             | 5,89 m      | Björn Otto                                                                           | 5,82 m      |
| Salto in alto (dettagli) | Bohdan Bondarenko                                                                            | 2,41 m      | Mutaz Essa Barshim                                                            | 2,38 m      | Derek Drouin                                                                         | 2,38 m      |
| Salto in lungo (dettagli) | Aleksandr Men'kov                                                                            | 8,56 m      | Ignisious Gaisah                                                              | 8,29 m      | Luis Rivera                                                                          | 8,27 m      |
| Salto triplo (dettagli) | Teddy Tamgho                                                                                 | 18,04 m     | Pedro Pablo Pichardo                                                          | 17,68 m     | Will Claye                                                                           | 17,52 m     |
| Lanci |                                                                                              |             |                                                                               |             |                                                                                      |             |
| Getto del peso (dettagli) | David Storl                                                                                  | 21,73 m     | Ryan Whiting                                                                  | 21,57 m     | Dylan Armstrong                                                                      | 21,34 m     |
| Lancio del disco (dettagli) | Robert Harting                                                                               | 69,11 m     | Piotr Małachowski                                                             | 68,36 m     | Gerd Kanter                                                                          | 65,19 m     |
| Lancio del martello (dettagli) | Paweł Fajdek                                                                                 | 81,97 m     | Krisztián Pars                                                                | 80,30 m     | Lukáš Melich                                                                         | 79,36 m     |
| Lancio del giavellotto (dettagli) | Vítězslav Veselý                                                                             | 87,17 m     | Tero Pitkämäki                                                                | 87,07 m     | Dmitrij Tarabin                                                                      | 86,23 m     |
| Prove multiple |                                                                                              |             |                                                                               |             |                                                                                      |             |
| Decathlon (dettagli) | Ashton Eaton                                                                                 | 8 809 p.    | Michael Schrader                                                              | 8 670 p.    | Damian Warner                                                                        | 8 512 p.    |
| Staffette |                                                                                              |             |                                                                               |             |                                                                                      |             |
| Staffetta 4×100 m (dettagli) | Giamaica Nesta Carter Kemar Bailey-Cole Nickel Ashmeade Usain Bolt Warren Weir Oshane Bailey | 37"36       | Stati Uniti Charles Silmon Mike Rodgers Rakieem Salaam Justin Gatlin          | 37"66       | Canada Gavin Smellie Aaron Brown Dontae Richards-Kwok Justyn Warner                  | 37"92       |
| Staffetta 4×400 m (dettagli) | Stati Uniti David Verburg Tony McQuay Arman Hall LaShawn Merritt James Harris Joshua Mance   | 2'58"71     | Giamaica Rusheen McDonald Edino Steele Omar Johnson Javon Francis Javere Bell | 2'59"88     | Gran Bretagna Conrad Williams Martyn Rooney Michael Bingham Nigel Levine Jamie Bowie | 3'00"88     |
| record mondiale; record mondiale stagionale; record africano; record asiatico; record europeo; record nord-centroamericano e caraibico; record sudamericano; record oceaniano; record dei campionati; record nazionale; record personale; record personale stagionale. |                                                                                              |             |                                                                               |             |                                                                                      |             |

### Donne
| Specialità | Oro                                                                                                | Prestazione | Argento                                                                         | Prestazione | Bronzo                                                                             | Prestazione   |
| Corse piane | |             |                                                                                 |             |                                                                                    |               |
| 100 m (dettagli) | Shelly-Ann Fraser-Pryce                                                                            | 10"71       | Murielle Ahouré                                                                 | 10"93       | Carmelita Jeter                                                                    | 10"94         |
| 200 m (dettagli) | Shelly-Ann Fraser-Pryce                                                                            | 22"17       | Murielle Ahouré                                                                 | 22"32       | Blessing Okagbare                                                                  | 22"32         |
| 400 m (dettagli) | Christine Ohuruogu                                                                                 | 49"41       | Amantle Montsho                                                                 | 49"41       | Stephenie McPherson                                                                | 49"99         |
| 800 m (dettagli) | Eunice Sum                                                                                         | 1'57"38     | Brenda Martinez                                                                 | 1'57"91     | Alysia Johnson-Montaño                                                             | 1'57"95       |
| 1 500 m (dettagli) | Abeba Aregawi                                                                                      | 4'02"67     | Jennifer Simpson                                                                | 4'02"99     | Hellen Obiri                                                                       | 4'03"86       |
| 5 000 m (dettagli) | Meseret Defar                                                                                      | 14'50"19    | Mercy Cherono                                                                   | 14'51"22    | Almaz Ayana                                                                        | 14'51"33      |
| 10 000 m (dettagli) | Tirunesh Dibaba                                                                                    | 30'43"35    | Gladys Cherono                                                                  | 30'45"17    | Belaynesh Oljira                                                                   | 30'46"98      |
| Corse a ostacoli | |             |                                                                                 |             |                                                                                    |               |
| 100 hs (dettagli) | Brianna Rollins                                                                                    | 12"44       | Sally Pearson                                                                   | 12"50       | Tiffany Porter                                                                     | 12"55         |
| 400 hs (dettagli) | Zuzana Hejnová                                                                                     | 52"83       | Dalilah Muhammad                                                                | 54"09       | Lashinda Demus                                                                     | 54"27         |
| 3 000 siepi (dettagli) | Milcah Cheywa                                                                                      | 9'11"65     | Lidya Chepkurui                                                                 | 9'12"55     | Sofia Assefa                                                                       | 9'12"84       |
| Prove su strada | |             |                                                                                 |             |                                                                                    |               |
| Maratona (dettagli) | Edna Kiplagat                                                                                      | 2h25'44"    | Valeria Straneo                                                                 | 2h25'58"    | Kayoko Fukushi                                                                     | 2h27'45"      |
| Marcia 20 km (dettagli) | Liu Hong                                                                                           | 1h28'10"    | Sun Huanhuan                                                                    | 1h28'32"    | Elisa Rigaudo                                                                      | 1h28'41"      |
| Salti | |             |                                                                                 |             |                                                                                    |               |
| Salto con l'asta (dettagli) | Elena Isinbaeva                                                                                    | 4,89 m      | Jennifer Suhr                                                                   | 4,82 m      | Yarisley Silva                                                                     | 4,82 m        |
| Salto in alto (dettagli) | Brigetta Barrett                                                                                   | 2,00 m      | Ruth Beitia Anna Čičerova                                                       | 1,97 m      | non assegnato                                                                      | non assegnato |
| Salto in lungo (dettagli) | Brittney Reese                                                                                     | 7,01 m      | Blessing Okagbare                                                               | 6,99 m      | Ivana Španović                                                                     | 6,82 m        |
| Salto triplo (dettagli) | Caterine Ibargüen                                                                                  | 14,85 m     | Ekaterina Koneva                                                                | 14,81 m     | Ol'ha Saladucha                                                                    | 14,65 m       |
| Lanci | |             |                                                                                 |             |                                                                                    |               |
| Getto del peso (dettagli) | Valerie Adams                                                                                      | 20,88 m     | Christina Schwanitz                                                             | 20,41 m     | Gong Lijiao                                                                        | 19,95 m       |
| Lancio del disco (dettagli) | Sandra Perković                                                                                    | 67,99 m     | Mélina Robert-Michon                                                            | 66,28 m     | Yarelys Barrios                                                                    | 64,96 m       |
| Lancio del martello (dettagli) | Anita Włodarczyk                                                                                   | 78,46 m     | Zhang Wenxiu                                                                    | 75,58 m     | Wang Zheng                                                                         | 74,90 m       |
| Lancio del giavellotto (dettagli) | Christina Obergföll                                                                                | 69,05 m     | Kimberley Mickle                                                                | 66,60 m     | Marija Abakumova                                                                   | 65,09 m       |
| Prove multiple | |             |                                                                                 |             |                                                                                    |               |
| Eptathlon (dettagli) | Hanna Mel'nyčenko                                                                                  | 6 586 p.    | Brianne Theisen-Eaton                                                           | 6 530 p.    | Dafne Schippers                                                                    | 6 477 p.      |
| Staffette | |             |                                                                                 |             |                                                                                    |               |
| Staffetta 4×100 m (dettagli) | Giamaica Carrie Russell Kerron Stewart Schillonie Calvert Shelly-Ann Fraser-Pryce Sheri-Ann Brooks | 41"29       | Stati Uniti Jeneba Tarmoh Alexandria Anderson English Gardner Octavious Freeman | 42"75       | Gran Bretagna Dina Asher-Smith Ashleigh Nelson Annabelle Lewis Hayley Jones        | 42"87         |
| Staffetta 4×400 m (dettagli) | Stati Uniti Jessica Beard Natasha Hastings Ashley Spencer Francena McCorory Joanna Atkins          | 3'20"41     | Gran Bretagna Eilidh Child Shana Cox Margaret Adeoye Christine Ohuruogu         | 3'22"61     | Francia Marie Gayot Lénora Guion-Firmin Muriel Hurtis Floria Guei Phara Anacharsis | 3'24"21       |
| record mondiale; record mondiale stagionale; record africano; record asiatico; record europeo; record nord-centroamericano e caraibico; record sudamericano; record oceaniano; record dei campionati; record nazionale; record personale; record personale stagionale. | |             |                                                                                 |             |                                                                                    |               |

## Medagliere
| Posizione | Paese             | Oro | Argento | Bronzo | Totale |
| --------- | ----------------- | --- | ------- | ------ | ------ |
| 1         | Stati Uniti       | 6   | 14      | 5      | 25     |
| 2         | Russia            | 6   | 3       | 6      | 15     |
| 3         | Giamaica          | 6   | 2       | 1      | 9      |
| 4         | Kenya             | 5   | 4       | 3      | 12     |
| 5         | Germania          | 4   | 2       | 1      | 7      |
| 6         | Etiopia           | 3   | 3       | 4      | 10     |
| 7         | Gran Bretagna     | 3   | 0       | 3      | 6      |
| 8         | Rep. Ceca         | 2   | 0       | 1      | 3      |
| 8         | Ucraina           | 2   | 0       | 1      | 3      |
| 10        | Francia           | 1   | 2       | 1      | 4      |
| 11        | Polonia           | 1   | 2       | 0      | 3      |
| 12        | Cina              | 1   | 1       | 3      | 5      |
| 13        | Colombia          | 1   | 0       | 0      | 1      |
| 13        | Croazia           | 1   | 0       | 0      | 1      |
| 13        | Irlanda           | 1   | 0       | 0      | 1      |
| 13        | Nuova Zelanda     | 1   | 0       | 0      | 1      |
| 13        | Svezia            | 1   | 0       | 0      | 1      |
| 13        | Trinidad e Tobago | 1   | 0       | 0      | 1      |
| 13        | Uganda            | 1   | 0       | 0      | 1      |
| 20        | Australia         | 0   | 2       | 1      | 3      |
| 21        | Costa d'Avorio    | 0   | 2       | 0      | 2      |
| 22        | Canada            | 0   | 1       | 4      | 5      |
| 23        | Cuba              | 0   | 1       | 2      | 3      |
| 24        | Italia            | 0   | 1       | 1      | 2      |
| 24        | Nigeria           | 0   | 1       | 1      | 2      |
| 24        | Paesi Bassi       | 0   | 1       | 1      | 2      |
| 24        | Spagna            | 0   | 1       | 1      | 2      |
| 27        | Botswana          | 0   | 1       | 0      | 1      |
| 27        | Finlandia         | 0   | 1       | 0      | 1      |
| 27        | Qatar             | 0   | 1       | 0      | 1      |
| 27        | Ungheria          | 0   | 1       | 0      | 1      |
| 32        | Serbia            | 0   | 0       | 2      | 2      |
| 33        | Estonia           | 0   | 0       | 1      | 1      |
| 33        | Giappone          | 0   | 0       | 1      | 1      |
| 33        | Gibuti            | 0   | 0       | 1      | 1      |
| 33        | Messico           | 0   | 0       | 1      | 1      |
| 33        | Portogallo        | 0   | 0       | 1      | 1      |
| 33        | Rep. Dominicana   | 0   | 0       | 1      | 1      |
| 33        | Sudafrica         | 0   | 0       | 1      | 1      |
| Totale    | Totale            | 47  | 47      | 48     | 142    |